# 卡拉比–丘流形

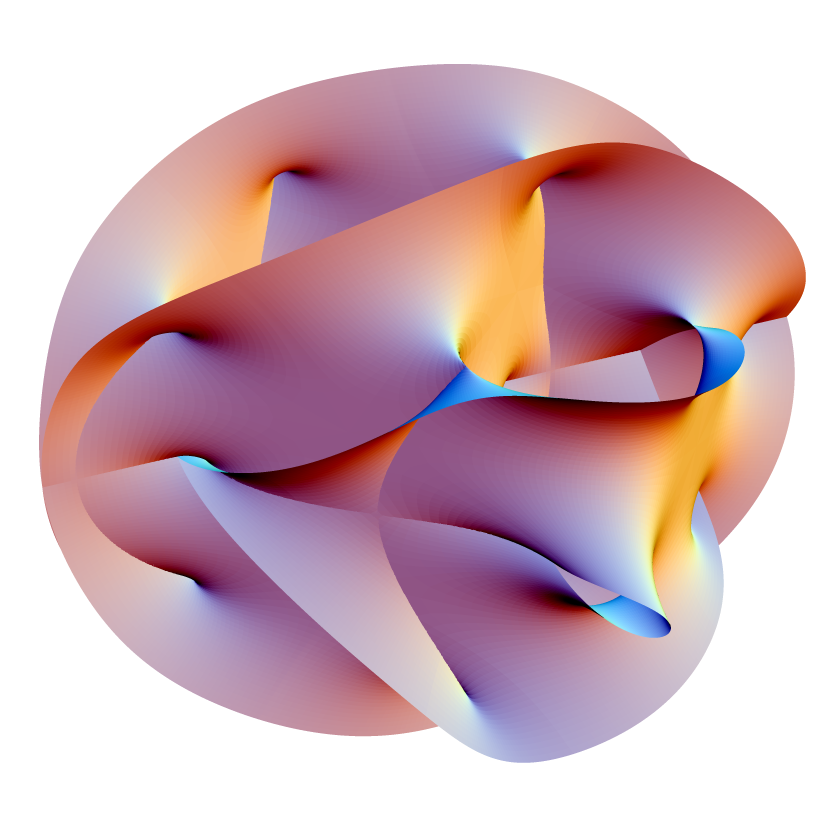
卡拉比–丘流形的3維投影

代数几何与微分几何中，卡拉比–丘流形（Calabi–Yau manifold）是第一陈类为0的紧n维凯勒流形（Kähler manifolds），也叫做卡拉比–丘 n-流形。其是里奇平坦流形，在理论物理学中有应用；特别是在超弦理论中，时空的额外维度有时被猜测为6维卡拉比-丘流形的形式，从中产生了镜像对称等想法。“卡拉比-丘流形”的名称最早见于Candelas et al. (1985)，得名于猜想这种曲面存在的Calabi (1954)、Calabi (1957)，与证明了卡拉比猜想的Yau (1978)。
卡拉比-丘流形是复流形，是K3曲面在任意复维度（即任意偶实数维度）上的推广。它们最初被定义为紧凯勒流形，第一陈类为0、具有里奇平坦的度量，有时也会用其他类似但不等价的定义。

## 定义
丘成桐给出的激励性定义是第一陈类为0的紧凯勒流形，且是里奇平坦的。
不同学者对卡拉比-丘流形还有不同定义，其中一些不等价。本节总结了一些较常用定义及它们间的关系。
卡拉比-丘（复）{\displaystyle n}维流形有时被定义为满足下列等价条件之一的{\displaystyle n}维紧凯勒流形{\displaystyle M}：
- {\displaystyle M}的规范丛平凡。
- {\displaystyle M}具有完整{\displaystyle n}形式，无处为0。
- {\displaystyle M}切丛的结构群可从{\displaystyle U(n)}简化为{\displaystyle SU(n)}。
- {\displaystyle M}具有凯勒度量，其整体的完整性包含在{\displaystyle SU(n)}中。

这些条件意味着{\displaystyle M}的第一积分陈类{\displaystyle c_{1}(M)}为0。而反过来不成立，最简单的反例是超椭圆面，它是复维度为2的复环面的有限商，第一积分陈类为0，但有非平凡的规范丛。
对紧{\displaystyle n}维凯勒流形{\displaystyle M}，下列条件两两等价，但比上面的弱，不过有时也会用作卡拉比-丘流形的定义：
- {\displaystyle M}的第一实陈类为0。
- {\displaystyle M}具有里奇曲率为0的凯勒度量。
- {\displaystyle M}具有凯勒度量，其局部完整性包含于{\displaystyle SU(n)}中。
- {\displaystyle M}的规范丛的正幂是平凡的。
- {\displaystyle M}具有有限覆盖，其具有平凡的规范丛。
- {\displaystyle M}具有有限覆盖，其是环面与单连通流形的积，后者具有平凡的规范丛。

若紧凯勒流形是单连通的，则上述弱定义等价于强定义。恩里克斯面给出了具有里奇平坦度量的复流形的例子，但其规范丛不是平凡的，因此不符合第一类定义。另一方面，根据这两个定义，它们的二次覆盖都是卡拉比-丘流形（实际上是K3曲面）。
到目前，证明上述性质间等价的主要困难在于证明存在里奇平坦度量。这来自丘成桐对卡拉比猜想的证明，意味着第一实陈类为0的紧凯勒流形的凯勒测度与里奇曲率为0的在同一类中。（凯勒测度的类是其相关2形式的上同调类。）卡拉比证明了这种度量唯一。
卡拉比-丘流形还有许多不等价定义，有时也会用到：
- 第一陈类可作为积分类或实数类，为0。
- 大多数定义都断言：卡拉比-丘流形是紧的，也有些定义允许非紧。在到非紧流形的推广中，差值{\displaystyle (\Omega \wedge {\bar {\Omega }}-\omega ^{n}/n!)}须渐进于0。当中{\displaystyle \omega }是与凯勒度量{\displaystyle g}[2][3]相关联的凯勒形式。
- 部分定义对卡拉比-丘流形的基本群做了限制，例如要求它是有限群或平凡群。卡拉比-丘流形都有有限覆盖，是环面与单连通卡拉比-丘流形的积。
- 部分定义要求完整完全等于{\displaystyle SU(n)}而非其子群，意味着霍奇数{\displaystyle h^{i,0}}对于{\displaystyle 0<i<\dim(M)}时为0。阿贝尔面具有里奇平坦度量，其完整严格小于{\displaystyle SU(2)}（实际上是平凡的），据此它们不是卡拉比-丘流形。
- 大多数定义嘉定卡拉比-丘流形具有黎曼度量，也有定义将其视为无度量的复流形。
- 大多数定义假定流形是非奇异的，有些定义允许“轻度奇异”。对奇异卡拉比-丘流形来说，陈类不能很好地定义，但若所有奇异点都是戈伦斯坦的，则仍可定义规范丛和规范类。因此可用于将光滑卡拉比-丘流形推广到可能的卡拉比-丘簇。

## 例子
一个基本事实是：任何嵌入射影空间的光滑代数簇都是凯勒流形，因为射影空间上有自然的富比尼–施图迪度量，可将其限制在代数簇上。根据定义，若ω是代数簇X上的凯勒度量，且规范丛{\displaystyle K_{X}}是平凡的，则X是卡拉比-丘的。此外，X上存在唯一的凯勒度量ω使{\displaystyle [\omega _{0}]=[\omega ]\in H^{2}(X,\ \mathbb {R} )}，这就是丘成桐证明了的卡拉比猜想。

### 卡拉比-丘代数曲线
在1复维中，唯一紧的例子是形成1参数族的环面。环面上的里奇平坦度量实际上是平坦度量，所以完整群是平凡群SU(1)。1维卡拉比-丘流形是复椭圆曲线，特别地也是代数的。

### CY代数曲面
在2复维中，K3曲面是唯一紧的单连通卡拉比-丘流形。它们可构造为{\displaystyle \mathbb {P} ^{3}}中的四次曲面，如由下列方程的趋零轨迹定义的复代数簇
{\displaystyle x_{0}^{4}+x_{1}^{4}+x_{2}^{4}+x_{3}^{4}=0} for {\displaystyle [x_{0}:x_{1}:x_{2}:x_{3}]\in \mathbb {P} ^{3}}
其他例子可由椭圆纤维、阿贝尔面之商或完全交来构造。
非单连通的例子由阿贝尔面给出，它们是具有复流形结构的实4环面{\displaystyle \mathbb {T} ^{4}}。恩里克斯面和超椭圆曲面的第一陈类作为实上同调群的元素为0，但作为整上同调群的元素则不是，因此关于里奇平坦度量的存在性丘成桐定理仍对其有效，但有时不被视为卡拉比-丘流形。阿贝尔面有时会被排除在卡拉比-丘之外，因为其完整群（是平凡群）是SU(2)的正规子群，而不是与SU(2)同构。不过，恩里克斯面子集并不完全符合弦理论图景中的SU(2)子群。

### CY3维流形
在3复维中，可能的卡拉比-丘流形的分类尚未完成，丘成桐怀疑存在有限多的族（比20年前自己的估计大得多）。Miles Reid则猜想卡拉比-丘3维流形的拓扑种类有无限多，且都可以连续地相互变换（通过某些温和的奇异化，如锥形），像黎曼曲面那样。3维卡拉比-丘流形的例子是{\displaystyle \mathbf {CP} ^{4}}上的非奇异五次三维流形，其是由{\displaystyle \mathbf {CP} ^{4}}的所有齐次坐标中的齐次5次多项式组成的代数簇。另一个例子是巴尔斯-涅托五次空间（Barth–Nieto quintic）的光滑模型。由各种{\displaystyle \mathbf {Z} _{5}}作用得到的五次空间的一些离散商也是卡拉比-丘流形，并在文献中得到广泛关注，其中之一通过镜像对称与原五次空间相关。
对每个正整数n，{\displaystyle n+2}簇的非奇异齐次{\displaystyle n+2}次多项式在复射影空间{\displaystyle \mathbf {CP} ^{n+1}}的齐次坐标中的零集是紧卡拉比-丘n维流形。{\displaystyle n=1}情形描述的是椭圆曲线，{\displaystyle n=2}情形描述的是K3曲面。
更一般地说，卡拉比-丘簇/轨形可作为加权射影空间中的加权完全交。寻找此类空间的主要工具是伴随公式。
所有超凯勒流形都是卡拉比-丘流形。

#### 由代数曲线构造
可由代数曲线{\displaystyle C}构造准射影卡拉比-丘3维流形为总空间{\displaystyle V={\text{Tot}}({\mathcal {L}}_{1}\oplus {\mathcal {L}}_{2})}，其中{\displaystyle {\mathcal {L}}_{1}\otimes {\mathcal {L}}_{2}\cong \omega _{C}}。对正规投影{\displaystyle p:V\to C}，可发现相关切丛{\displaystyle T_{V/C}}是{\displaystyle p^{*}({\mathcal {L}}_{1}\oplus {\mathcal {L}}_{2})}，使用相关切序列
{\displaystyle 0\to T_{V/C}\to T_{V}\to p^{*}T_{C}\to 0}
并观察到纤维中唯一不属于{\displaystyle p^{*}T_{C}}之前像的切向量与切丛的纤维正规相关。于是，可用相对余切序列
{\displaystyle 0\to p^{*}\Omega _{C}\to \Omega _{V}\to \Omega _{V/C}\to 0}
以及楔幂的性质：
{\displaystyle \omega _{V}=\bigwedge ^{3}\Omega _{V}\cong f^{*}\omega _{C}\otimes \bigwedge ^{2}\Omega _{V/C}}
以及{\displaystyle \Omega _{V/C}\cong {\mathcal {L}}_{1}^{*}\oplus {\mathcal {L}}_{2}^{*}}，一起给出了{\displaystyle \omega _{V}}的平凡性。

#### 由代数曲面构造
使用与曲线类似的论证，代数曲面{\displaystyle S}的规范层{\displaystyle \omega _{S}}的总空间{\displaystyle {\text{Tot}}(\omega _{S})}形成了卡拉比-丘3维流形。简单例子如射影空间上的{\displaystyle {\text{Tot}}({\mathcal {O}}_{\mathbb {P} ^{2}}(-3))}。

## 超弦理论中的应用
卡拉比-丘流形对超弦理论非常重要。从本质上讲，卡拉比-丘流形的形状满足弦论中6个“隐藏”空间维度的空间要求，可能比目前可观测的最小长度还小。膜宇宙学模型常见的流行代替也称为“宏观额外维度”，认为卡拉比-丘流形是宏观的，但我们被限制到与D膜相交的小子集上。目前正在探索更高维的推广，这将对广义相对论产生影响。
在最传统的超弦模型中，弦论的10个假想维度应是我们熟知的4维，外加某种纤维化，其纤维维度为6。在卡拉比-丘n维流形上的紧化十分重要，因为它们保留了一些原有的超对称破缺；更确切地说，在没有通量的情况下，若完整群是完整的SU(3)，则卡拉比-丘3维流形（实维度为6）上的紧化会使四分之一的原超对称不破缺。
更一般地说，具有完整群为SU(n)的n维流形上的无通量紧化会留下21−n个原超对称不破缺，对应第二类超引力紧化的26−n超荷，或第一类紧化的25−n超荷。包含通量时，超对称条件则意味着紧化流形是广义卡拉比-丘流形，这是Hitchin (2003)提出的概念。这些模型被称为通量紧化。
各种卡拉比-丘4维流形上的F理论紧化为物理学家提供了一种在所谓弦理论图景中寻找大量经典解的方法。
与卡拉比-丘空间的每个洞相连的是一组低能弦振动模式。由于弦论认为我们熟悉的基本粒子对应低能弦振动，因此多个洞的存在会导致弦模式分为多个组或代。下面的叙述经过简化，但表达了论证逻辑：若卡拉比-丘空间有3个洞，则试验中就会观测到3族振动模式，从而观测到3代粒子。
逻辑上讲，由于弦会在所有维度上振动，卷曲的弦的形状会影响其振动，从而影响观测到的粒子的基本性质。例如安德鲁·施特罗明格和爱德华·威滕已经证明，粒子质量取决于卡拉比-丘空间中各种孔的交叉方式；也就是说，他们发现孔间及孔与卡拉比-丘空间物质的相对位置会以某种方式影响粒子质量，且所有粒子的性质都如此。

## 例子
在复一维的情况，唯一的例子就是环面族。注意环上里奇平坦的度量就是一个平坦度量，所以和乐群（holonomy）是平凡群，也叫SU(1)。
在复二维的情形，环T4和K3曲面组成了仅有的实例。T4有时不被算作卡拉比–丘流形，因为其和乐群（也是平凡群）是SU(2)的子群而不是同构于SU(2)。从另一方面讲，K3曲面的和乐群是整个SU(2)，所以可以真正称为2维的卡拉比–丘流形。

在复三维的情况，可能的卡拉比–丘流形的分类还是未解决的问题。3维卡拉比–丘流形的一个例子是复射影空间CP4中的非奇异的五次超曲面。

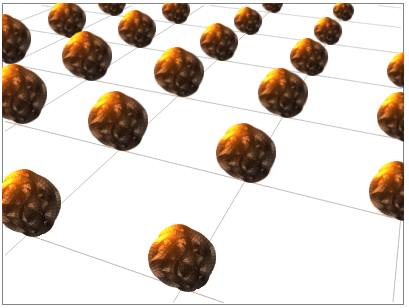
卡拉比-丘流形融合卡魯扎-克萊因理論的呈現

## 在弦论中的应用
卡拉比–丘流形对于超弦理论很重要。在最常规的超弦模型中，弦论中有十个猜想中的维度，作为我们所知的4个维度出现，在加上某种纤维化，纤维的维度为6。卡拉比–丘n-流形的紧致化很重要，因为他们保持一些原有的超对称性不被破坏。更精确地说，卡拉比–丘 3-流形（实维度6）的紧致化保持四分之一的原有超对称性不变。

## 卡拉比-丘代数
卡拉比-丘代数（Calabi–Yau algebra）是由俄裔美國數學家维克托·金茨堡引入，要将卡拉比-丘流形的几何转换到非交换代数几何中。

### 引用
1. ↑  Yau and Nadis (2010)
2. ↑  Tian & Yau 1990
3. ↑  Tian & Yau 1991
4. ↑  Propp, Oron Y. . 2019-05-22. arXiv:1810.08953  [math.AT]. cite arXiv模板填写了不支持的参数 (帮助)
5. ↑  Szymik, Markus. . Bulletin of the London Mathematical Society. 2020-02-12, 42: 137–148. S2CID 1070427. arXiv:2002.04879 . doi:10.1112/blms/bdp106.
6. ↑  Reid, Miles. . Mathematische Annalen. 1987, 278 (1–4): 329–334. S2CID 120390363. doi:10.1007/bf01458074.
7. ↑  Szendroi, Balazs. . 2016-04-27. arXiv:1503.07349  [math.AG].
8. ↑  . （原始内容存档于2006-09-13）.
9. ↑  Ginzburg, Victor. . 2007. arXiv:math/0612139 .
10. ↑  
Schedler, Travis. . 2019. arXiv:1212.0914 .

### 入门文章
- An overview of Calabi-Yau Elliptic fibrations （页面存档备份，存于）
- Lectures on the Calabi-Yau Landscape
- Fibrations in CICY Threefolds - (complete intersection Calabi-Yau)
- Introductory book "The Calabi-Yau Landscape （页面存档备份，存于）"  by Yang-Hui He .

### 书目
- Bini; Iacono,  (PDF), 2016  [2023-11-27], Bibcode:2016arXiv161204311B, arXiv:1612.04311 , （原始内容存档 (PDF)于2018-10-20）
- Chan, Yat-Ming, , 2004, Bibcode:2004math.....10260C, arXiv:math/0410260
- Calabi, Eugenio, ,  2: 206–207, 1954, （原始内容存档于2011-07-17）
- Calabi, Eugenio, , Fox, Ralph H.; Spencer, Donald C.; Tucker, Albert W.  (编), , Princeton Mathematical Series 12, Princeton University Press: 78–89, 1957, ISBN 9780691079073, MR 0085583
- Greene, Brian, , Fields, strings and duality (Boulder, CO, 1996), River Edge, NJ: World Sci. Publ.: 543–726, 1997, Bibcode:1997hep.th....2155G, MR 1479700, arXiv:hep-th/9702155v1
- Candelas, Philip; Horowitz, Gary; Strominger, Andrew; Witten, Edward, , Nuclear Physics B, 1985, 258: 46–74, Bibcode:1985NuPhB.258...46C, doi:10.1016/0550-3213(85)90602-9, （原始内容存档于December 20, 2012）
- Gross, M.; Huybrechts, D.; Joyce, Dominic, , Universitext, Berlin, New York: Springer-Verlag, 2003, ISBN 978-3-540-44059-8, MR 1963559, OCLC 50695398, doi:10.1007/978-3-642-19004-9
- Hitchin, Nigel, , The Quarterly Journal of Mathematics, 2003, 54 (3): 281–308, CiteSeerX 10.1.1.237.8935 , MR 2013140, arXiv:math.DG/0209099 , doi:10.1093/qmath/hag025
- Hübsch, Tristan, , Singapore, New York: World Scientific, 1994  [2009-02-04], ISBN 978-981-02-1927-7, OCLC 34989218, （原始内容存档于2010-01-13）
- Im, Mee Seong (2008) "Singularities-in-Calabi-Yau-varieties.pdf Singularities in Calabi–Yau varieties"
- Joyce, Dominic, , Oxford University Press, 2000, ISBN 978-0-19-850601-0, OCLC 43864470
- Tian, Gang; Yau, Shing-Tung, , J. Amer. Math. Soc., 1990, 3 (3): 579–609, JSTOR 1990928, doi:10.2307/1990928
- Tian, Gang; Yau, Shing-Tung, , Invent. Math., 1991, 106 (1): 27–60, Bibcode:1991InMat.106...27T, S2CID 122638262, doi:10.1007/BF01243902
- Yau, Shing Tung, , Communications on Pure and Applied Mathematics, 1978, 31 (3): 339–411, MR 0480350, doi:10.1002/cpa.3160310304
- Yau, Shing-Tung, , , Surveys in Differential Geometry 13, Somerville, Massachusetts: Int. Press: 277–318, 2009a, MR 2537089, doi:10.4310/SDG.2008.v13.n1.a9
- Yau, Shing-Tung and Nadis, Steve; The Shape of Inner Space, Basic Books, 2010. ISBN 978-0-465-02023-2

## 外部連結
- Calabi–Yau Homepage （页面存档备份，存于） is an interactive reference which describes many examples and classes of Calabi–Yau manifolds and also the physical theories in which they appear.
- Spinning Calabi–Yau Space video. （页面存档备份，存于）
- Calabi–Yau Space （页面存档备份，存于） by Andrew J. Hanson with additional contributions by Jeff Bryant, Wolfram Demonstrations Project.
- 埃里克·韦斯坦因. . MathWorld.
- Yau, S. T., , Scholarpedia, 2009b, 4 (8): 6524, Bibcode:2009SchpJ...4.6524Y, doi:10.4249/scholarpedia.6524  (similar to (Yau 2009a))
- （英文）Calabi-Yau Home Page （页面存档备份，存于）